# Pixiböcker
Pixiböcker,(Org. Pixibücher) är en serie av illustrerade barnböcker i miniformat. År 1955 gav Lindqvists förlag ut åtta onumrerade böcker med namnet "En Pixie Bok". Några år senare började Illustrationsförlaget ge ut "En Mini Bok". Totalt gav förlaget ut 202 mini-böcker innan förlaget bytte namn till Carlsen/if. Då byttes även namnet på böckerna till "En Pixi Bok" och böckerna gavs ut från början igen. Dock har man inte alltid följt samma numrering och därför finns det i vissa fall olika titlar med samma nummer. Mellan åren 1978 och 1981 gavs det även ut en serie för de minsta barnen som hette "Pixi Pek Bok".

## En Pixie Bok

### Lindqvists förlag (1955)
- Tuff-Tuff Billy[2]
- Dockfesten
- Skogens smådjur
- Fésagor
- Mina små valpar
- Sagan om kissemissarna
- Lilla Tommy Katt
- Tre små kissemissar

## Pixi Pek Bok

### Serie 1 (1978)
- 1. Leka
- 2. Bada
- 3. Äta
- 4. Sova
- 5. Hemma
- 6. Kläder

## Serie 2 (1979)
- 7. Vårlek
- 8. Sommarlek
- 9. Höstlek
- 10. Vinterlek
- 11. Innelek
- 12. Leka tillsammans

### Serie 3 (1981)
- 13. Öga öga näsa mun
- 14. Från morgon till kväll
- 15. Vad ska vi leka?
- 16. Hur låter..?
- 17. Vad finns det inuti?
- 18. Vad har de med sig?